# Tanytarsus trilineatus
Tanytarsus trilineatus är en tvåvingeart som först beskrevs av Santos Abreu 1918.  Tanytarsus trilineatus ingår i släktet Tanytarsus och familjen fjädermyggor.
Artens utbredningsområde är Kanarieöarna. Inga underarter finns listade i Catalogue of Life.